# NGC 4668
NGC 4668 is een balkspiraalstelsel in het sterrenbeeld Maagd. Het hemelobject werd op 11 april 1787 ontdekt door de Duits-Britse astronoom William Herschel.

## Synoniemen
- UGC 7931
- MCG 0-33-9
- ZWG 15.16
- IRAS 12429-0015
- PGC 42999